# José de Alencar
José Martiniano de Alencar (1. května 1829, Fortaleza – 12. prosince 1877, Rio de Janeiro) byl brazilský politik, romanopisec a dramatik. Je považován za jednoho z nejslavnějších a nejvlivnějších brazilských romantických spisovatelů 19. století a za hlavního představitele literárního hnutí známého jako "indiánství" (indianismo). Někdy podepisoval svá díla pseudonymem Erasmo. Jeho nejslavnějším dílem je Vládce pralesa (O Guarani).

## Život
Jeho rodina byla bohatým a vlivným klanem v severovýchodní Brazílii. V roce 1844 se přestěhoval do São Paula, v roce 1850 absolvoval práva na Univerzitě São Paulo a svou právnickou kariéru zahájil v Rio de Janeiru. Začal též přispívat do různých novin, jako byly Correio Mercantil, Diário do Rio de Janeiro a Jornal do Commercio. Proslavil se polemikou se spisovatelem Gonçalvese de Magalhãesem.
Roku 1857 vydal svůj průlomový román O Guarani. O třináct let později byl adaptován do podoby slavné opery brazilského skladatele Antônia Carlose Gomese. Román je někdy označován za první díl trilogie. Další dva romány z ní, Iracema a Ubirajara, byly vydány v letech 1865 a 1874. Ačkoli se tyto tři knihy nazývají trilogií, dějově spolu nesouvisí.
Byl spojen s Konzervativní stranou Brazílie, za niž byl zvolen poslancem a v letech 1868 až 1870 byl za ni brazilským ministrem spravedlnosti. Proslavil se tím, že se postavil proti zrušení otroctví. Usiloval i o post senátora, ale konzervativní strana ho nikdy nenominovala, takže nakonec uraženě politiku opustil.
Byl velmi blízkým přítelem slavného spisovatele Machada de Assise. Zemřel na tuberkulózu. Jeho syn August byl v roce 1919 brazilským ministrem zahraničí a v letech 1920 až 1924 brazilským velvyslancem ve Spojených státech. Ve Fortaleze je po něm pojmenováno divadlo (Theatro José de Alencar).

### Česky vyšlo
- Dva indiánské příběhy, Státní nakladatelství krásné literatury 1964 (překlad Jaroslav a Jarmila Vojtíškovi)
- Vládce pralesa, Melantrich 1969 (překlad Jarmila Vojtíšková)

### Romány
- Cinco Minutos (1856)
- A Viuvinha (1857)
- O Guarani (1857)
- Lucíola (1862)
- Diva (1864)
- Iracema (1865)
- As Minas de Prata (1865 — 1866)
- O Gaúcho (1870)
- A Pata da Gazela (1870)
- O Tronco do Ipê (1871)
- A Guerra dos Mascates (1871 — 1873)
- Til (1871)
- Sonhos d'Ouro (1872)
- Alfarrábios (1873)
- Ubirajara (1874)
- O Sertanejo (1875)
- Senhora (1875)
- Encarnação (1893)

### Divadelní hry
- O Crédito (1857)
- Verso e Reverso (1857)
- O Demônio Familiar (1857)
- As Asas de um Anjo (1858)
- Mãe (1860)
- A Expiação (1867)
- O Jesuíta (1875)